# Groupe de NGC 1667
Le groupe de NGC 1667 comprend au  moins neuf galaxies situées dans la constellation de l'Éridan. La distance moyenne entre ce groupe et la Voie lactée est d'environ 68,4 Mpc (∼223 millions d'al).

## Membres
Le tableau ci-dessous liste les neuf galaxies mentionnées dans l'article de A.M. Garcia publié en 1993.
| Nom          | Classification    | Type                     | α (J2000.0)   | δ (J2000.0)  | Vitesse radiale (km/s) | Magnitude apparente | Distance (Mpc) | Diamètre (kal) |  |
| ------------ | ----------------- | ------------------------ | ------------- | ------------ | ---------------------- | ------------------- | -------------- | -------------- |  |
| NGC 1645     | (R')SB0^+(rs) pec | Lenticulaire             | 04h 44m 06.4s | -05° 27′ 56″ | 4900 ± 12              | 13,0                | 71,7 ± 5,0     | 154            |  |
| NGC 1659     | SA(r)bc pec       | Spirale                  | 04h 46m 29.9s | -04° 47′ 20″ | 4671 ± 6               | 12,5                | 68,4 ± 6,0     | 71             |  |
| NGC 1667     | SAB(r)c           | Spirale intermédiaire    | 04h 48m 37.1s | -06° 19′ 12″ | 4574 ± 4               | 12,1                | 67,0 ± 4,7     | 80             |  |
| IC 387       | SAB(rs)c          | Spirale intermédiaire    | 04h 41m 44.2s | -07° 05′ 10″ | 4528 ± 2               | 12,8                | 66,2 ± 4,6     | 124            |  |
| IC 2097      | IBm?              | Irrégulière magellanique | 04h 50m 24.2s | -05° 04′ 52″ | 4939 ± 11              | 15,2                | 72,4 ± 5,1     | 59             |  |
| IC 2101      | SB(s)c pec?       | Spirale barrée           | 04h 51m 42.2s | -06° 13′ 53″ | 4527 ± 3               | 14,7                | 66,4 ± 4,7     | 90             |  |
| MCG -1-13-12 | SB(s)d            | Spirale barrée           | 04h 48m 43.1s | -04° 58′ 40″ | 4805 ± 45              | 12,323 ± 0,008a     | 70,4 ± 5,0     | 91             |  |
| PGC 15779    | S                 | Spirale                  | 04h 40m 13.7s | -04° 51′ 57″ | 4487 ± 17              | 10,535 ± 0,006a     | 65,5 ± 4,6     | 56             |  |
| PGC 16061    | Irr               | Irrégulière              | 04h 48m 35.3s | -04° 49′ 10″ | 4630 ± 37              | 12,028 ± 0,055a     | 67,8 ± 4,8     | 56             |  |

- aDans le proche infrarouge.

Le site DeepskyLog permet de trouver aisément les constellations des galaxies mentionnées dans ce tableau ou si elles ne s'y trouvent pas, l'outil du site constellation permet de le faire à l'aide des coordonnées de la galaxie. Sauf indication contraire, les données proviennent du site NASA/IPAC.